# 焦德裕
焦德裕（1220年—1288年），字宽父，元朝雄州（今河北雄县）人。焦用的儿子。
焦德裕遠祖焦赞在北宋时跟随富弼镇守瓦桥关，後子孫定居雄州。焦德裕通《左氏春秋》，有才辩，年幼时拳勇善射，跟随其舅解昌在军中效力。奉窝阔台汗之命，率兵至真定招降金将武仙余部，武仙部将不从之人，被擒杀。活捉赵贵，追杀王显，齐福归降。元世祖中统四年（1263年），为阆蓬等处都元帅府参议。南宋将领夏贵在虎啸山围攻宣抚使张廷瑞，他奉檄进援，率军至虎啸山，击败夏贵，以功升为京畿漕运使。后又任西夏中兴道按察副使。至元十一年（1274年）跟随伯颜南征灭宋，攻下安庆，至镇江。焦山寺主僧纠集百姓反元，阿术既杀其首领，想要坑杀跟随者，被焦德裕谏止。至元十四年（1277年）为淮东宣慰使，官至福建行省参知政事。至元二十五年（1288年），六十九岁去世。追贈荣禄大夫、平章政事，追封恒国公、諡忠肃。其子焦簡，官至余姚州知州；焦潔，官至信州治中。